# Éséka
 (novembre 2015).
Éséka est une commune du Cameroun située dans la région du Centre et chef-lieu du département du Nyong-et-Kéllé.

## Géographie
La ville est située sur la route provinciale P10 (axe Éséka-Lolodorf) à 126 km à l'ouest de la capitale Yaoundé. Une sorte de ceinture montagneuse, couverte d’une verdure luxuriante, encercle ce chef-lieu de département, ce qui favorise le réchauffement de la ville, au grand dam des populations. Du haut des flancs de montagne, des paysans, téméraires à l’œuvre, s’offrent à la forte canicule qui y règne. Difficile de s’habiller chaud, dans ces conditions où la chaleur a droit de cité, de jour comme de nuit. Une raison qui pourrait, peut-être, justifier la dotation en ventilateurs d’une bonne partie des chambres d’auberges et de motels.
La commune traversée par le fleuve Nyong est également drainée par les rivières : Kellé, Mouanda, Djogob, Maloume et Mbope.
| Biyouha  | Ngog-Mapubi | Matomb |
| Messondo | Éséka       | Makak  |
| Messondo | Lolodorf    | Makak  |

## Histoire

### Légendes et tradition
Il s'agit d'une ancienne ville historique issue de Hikoa Pondol. Selon la tradition, l'histoire de Hikoa Pondol ou la colline de Pondol débute pendant la période pré-coloniale. Un certain Pondol, parti de Messondo, une bourgade située non loin de là, y vivait seul avec pour uniques compagnons une vaste forêt dense, peuplée d’arbres et d’animaux. Mais, la solitude de ce Ndog bessol, une ethnie du coin, s’estompera un matin, avec l’arrivée des explorateurs allemands alors qu’il va, comme à l’accoutumée, muni d’une calebasse et vêtu d’un Bilar (sorte de cache-sexe), à la recherche de l’eau. Les étrangers, non seulement sont impressionnés par son courage à résider tout seul dans une aussi vaste forêt, mais aussi émerveillés par l’humidité du climat. Ils s’y implanteront, et mettront sur pied une palmeraie dénommée Kokola, éponyme de leur chef, où Pondol sera employé. Aussi florissante que prospère, la plantation Kokola, du fait de ses merveilles, va susciter des convoitises et des jalousies, bien au-delà de Hikoa Pondol. Alléchés par cette manne, les Ndog Ndjè, une autre ethnie, en errance puisque chassée par les Eton de Bafia, viendra combattre, mais en vain, contre les Ndog Bessol, déjà bien implantés. Tout ceci se passe au lendemain d’une cuisante défaite à Boga, actuellement Boumnyebel, face aux Ewondo, conduits par un certain Bayeg Ba Ngo Mbanga, redoutable personnage qui a disséminé les siens à travers la forêt.
Battus et humiliés par les Ndog Bessol, les Ndog Ndjè vont, finalement, s’installer à Elanga, Song Kouang et Song Mayi Matip (où résidait le regretté Pondol) aux alentours de Hikoa Pondol. Les Ndog Bessol taxent les Ndog Ndjèl de « nko sing », c’est-à-dire peuple de la haine, ce qui a entraîné de violents combats entre les deux ethnies, souligne Jean Aladin Bikoko, artiste musicien, légende vivante de l’Assiko. Les premiers réclament, parce qu’autochtones, leur plein droit à la terre, aux dépens des seconds, traités ironiquement d’allogènes, et donc n’ayant aucun droit foncier. « Ce conflit se transmettra, même de manière larvée, de génération en génération. Au point d’atteindre feu Mayi Matip ma Ndombol et Mbo Mbog Yossep Sendè » (Qui sont-ils par rapport à l’homme politique et au pharmacien ?), ajoute le virtuose guitariste de l’Assiko.
On enregistre des faits d’une cruauté insoutenable, et les échos de cette horreur traversent les frontières du pays, pour atteindre l‘Organisation des Nations unies, laquelle tranchera en faveur des Ndog Bessol (en quelle année ?). La localité deviendra, plus tard, Eséka (Quand plus précisément ?). « Aujourd’hui, du fait de cette sentence, beaucoup de descendants Ndog ndjè sont dépourvus d’une véritable assise dans la localité », remarque le vieux Bikoko. 

### Mouvement indépendantiste
Cette section ne s'appuie pas, ou pas assez, sur des sources secondaires ou tertiaires indépendantes du sujet.

Pour l'améliorer, ajoutez-en, ou placez des modèles {{Source secondaire souhaitée}} ou {{Source secondaire nécessaire}} sur les passages mal sourcés. (décembre 2022)

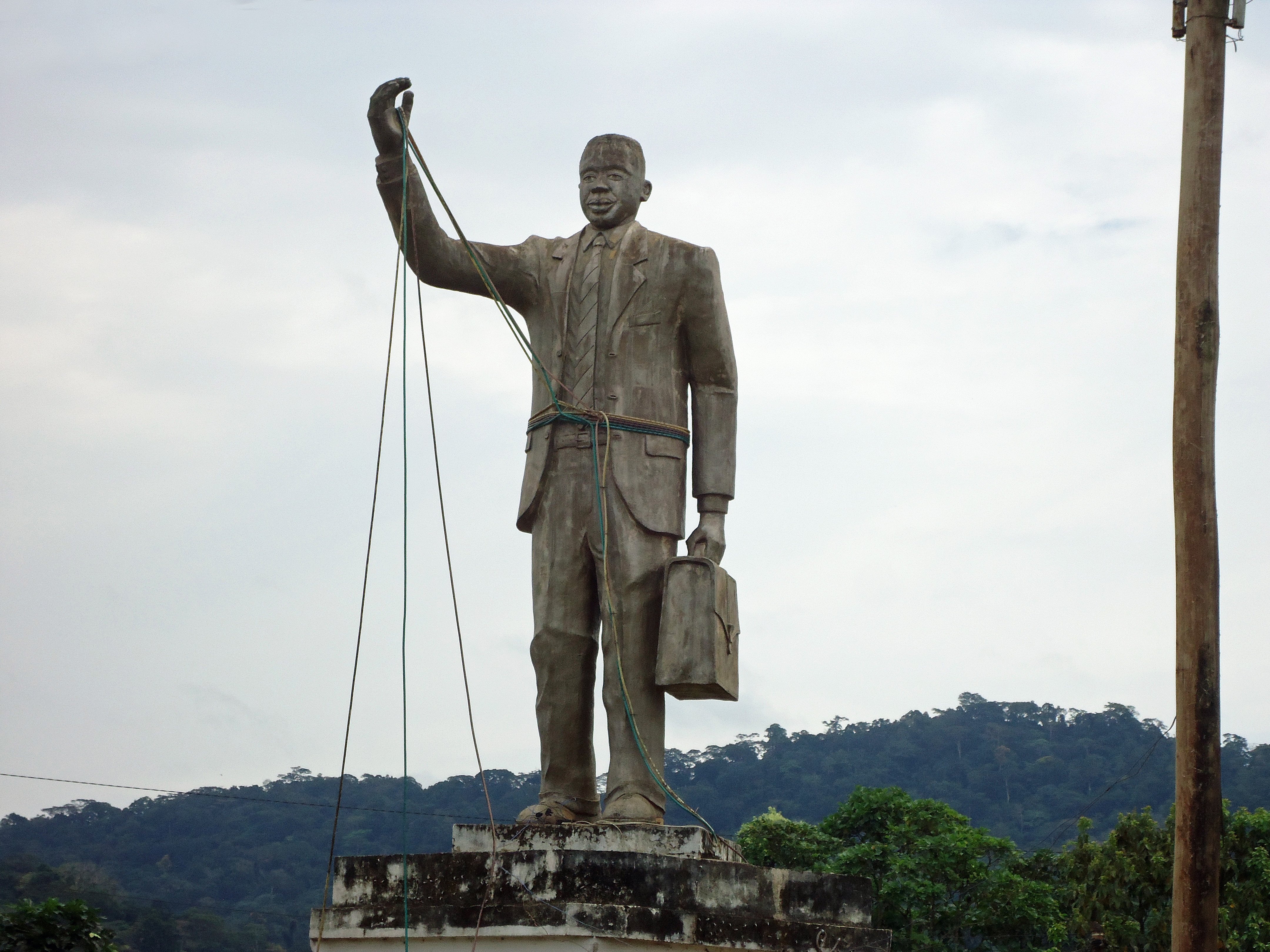
Monument Um Nyobe

Eséka n’a pas été à l’abri de ces mouvements de chasse à l’homme, qui ont précédé et suivi l’indépendance du Cameroun. Bien au contraire, la localité a perdu beaucoup de ses enfants. À la différence d’autres zones du pays, où cette vaste opération d’expurgation des nationalistes a sévi, le chef-lieu du département du Nyong et Kellé (à partir de quelle année ?) a connu une méthode toute particulière. C’était l’œuvre d’un certain Bitsoga Bitso, surnommé M Ngo Mpi (le lion), en raison de ses tueries massives par jour. Il régnait en maître. Travaillant à la solde du pouvoir colonial, il traquait et exterminait tout subversif. Il les jetait, par dizaines dans le Nyong. « A cette époque, tout étranger qui descendait du train ne pouvait plus repartir. Il fallait se cacher, pour ne pas faire face à l’interrogatoire de Bitsoga Bitsoga. L’arrivant était d’avance perdu, à moins de graisser la patte au bourreau » se remémore le sexagénaire dont le cadet, Célestin Mongo Bikoko, a eu la vie sauve en 1974 après que celui-ci ait versé une somme de 50 000 Fcfa au « lion ». Plus fort que tous, Bitsoga Bitsoga deviendra un grand danger pour les populations. Devenu incontrôlable, il ne fera plus d’exception dans sa boucherie humaine. Même Kon Kon, le préfet de l’époque, pâtira sous le joug de ce « collabo ». Il faudra l’intervention d’un certain Yogo Ntonga, surnommé « homme sans pitié » dans la région, pour mettre terme au machiavélisme de ce truand. Accompagné de ses hommes, ce colonel d’armée va procéder à son exécution, en plein centre-ville d’Eséka, au moyen de douze fusils.
Cette ville est également connue pour avoir accueilli le deuxième congrès de l'Union des populations du Cameroun en 1952, congrès qui avait vu Félix-Roland Moumié être élu président de ce parti.

### Administration
La ville est de 1914 à 1927, le terminus de la ligne de chemin de fer du Centre Cameroun construite par la compagnie allemande Lenz de Douala à Éséka ouverte au trafic le 17 juin 1914, elle relie Yaoundé à partir de 1927. Poste administratif fondé par la colonisation allemande, la commune d'Éséka créée en 1954,, devient commune de plein exercice en 1962.

## Population
Lors du recensement de 2005, la commune comptait 23 242 habitants, dont 17 904 pour la ville d'Éséka.

## Organisation communale

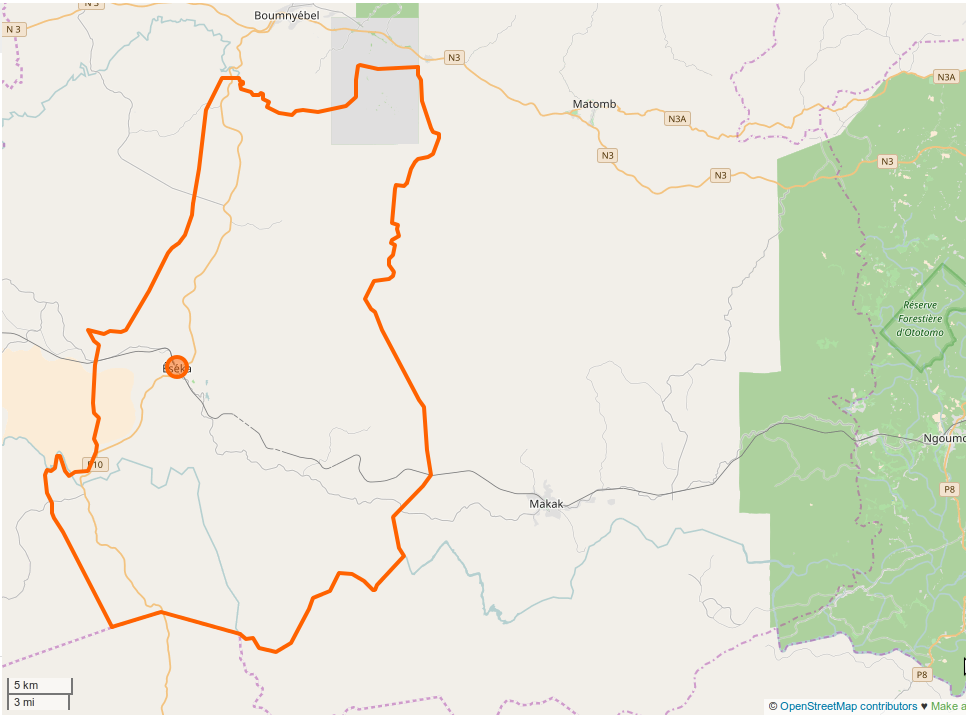

L'espace urbain est constitué de 16 quartiers : Likabo, SNEC Aviation, Tetem, Briqueterie, Permanence, Eséka2, Camp-Fonctionnaire, Adna, Malla, Lycée, Boondjock, Log-Bikong, Mosquée, Cercle Municipal, Pombe I.
Outre Éséka et ses quartiers, la commune comprend les villages suivants :
- Bogso
- Bonbe I
- Bonbe II
- Djogob
- Limoug Lihog
- Lipombe
- Mahomey
- Makomol
- Mamb Kelle
- Mandjack
- Manguengues
- Mapan
- Minlongo
- Minloh
- Mintanye
- Mouanda
- Ngog Tos
- Nguibassal
- Njock
- Pout Kelle
- Songbadjeck
- Song Bassong
- Song Bikun
- Song Hoth
- Song Ndeng
- Song Nweck
- Souhe

## Enseignement
L'arrondissement d'Éséka compte 5 écoles maternelles, 30 écoles primaires, 7 établissements secondaires publics dont 4 lycées et 3 collèges, 6 sont francophones et un bilingue.
- CES de Mandjack
- CETIC de Mouanda
- CETIC de Songbadjeck
- Lycée bilingue d'Eséka
- Lycée d'Eséka
- Lycée de Bogso
- Lycée technique d'Eséka

## Santé
La commune dispose de 8 formations sanitaires : un hôpital départemental, un hôpital de district, 4 centres de santé et deux cliniques privées.

## Urbanisation et transport

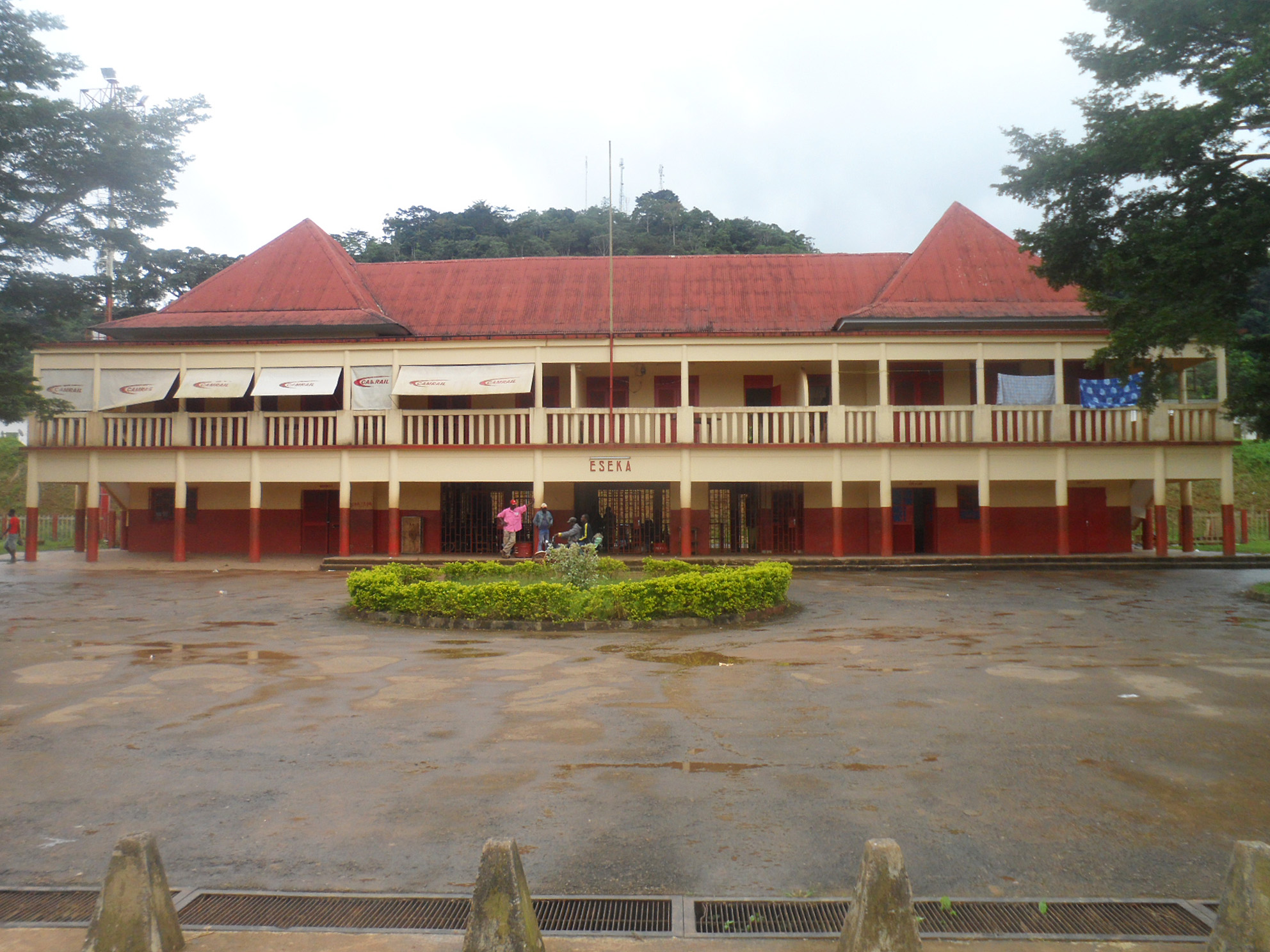
Gare ferrovaire d'Éséka

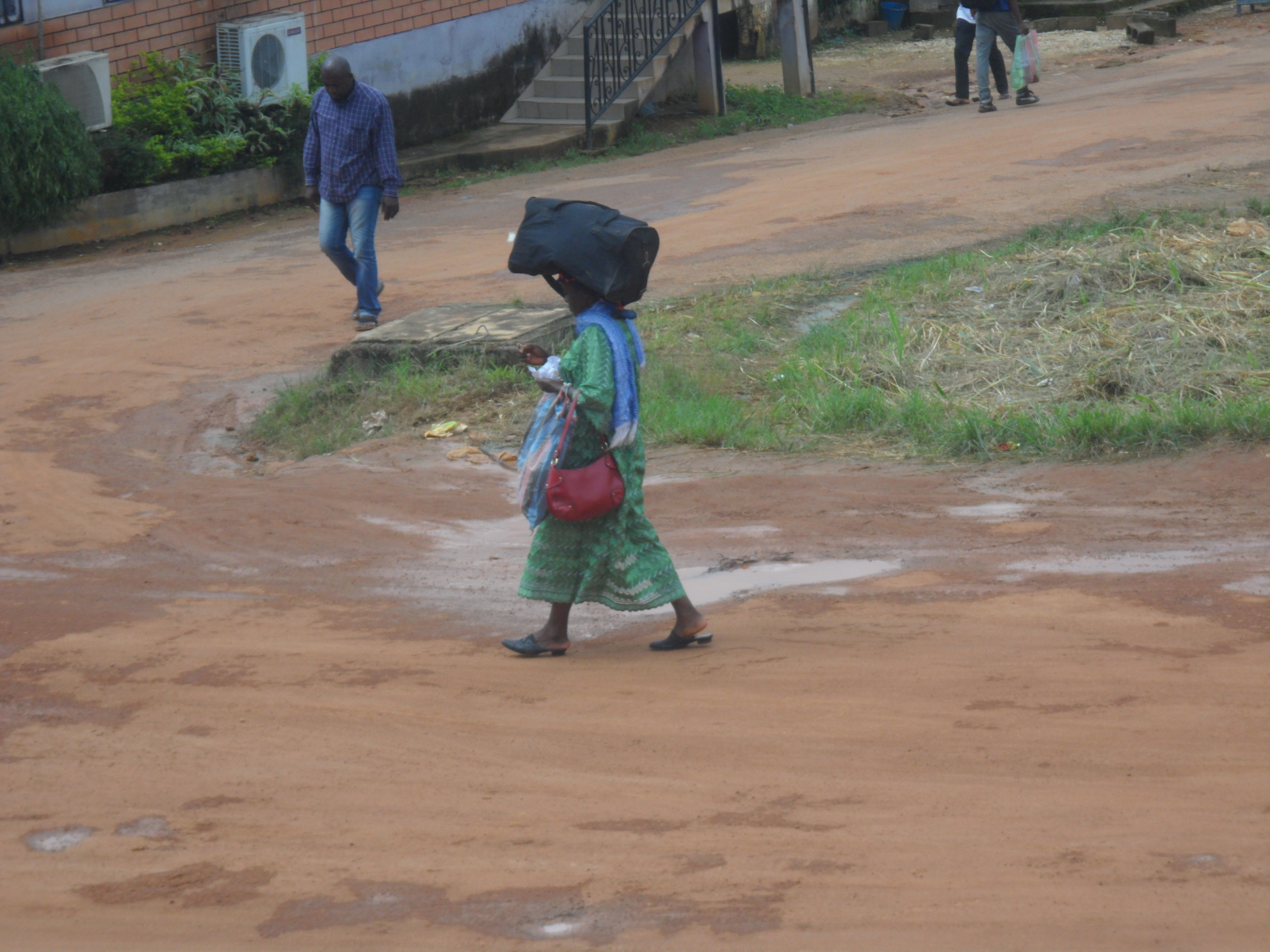
Dans une rue d'Éséka à la saison des pluies

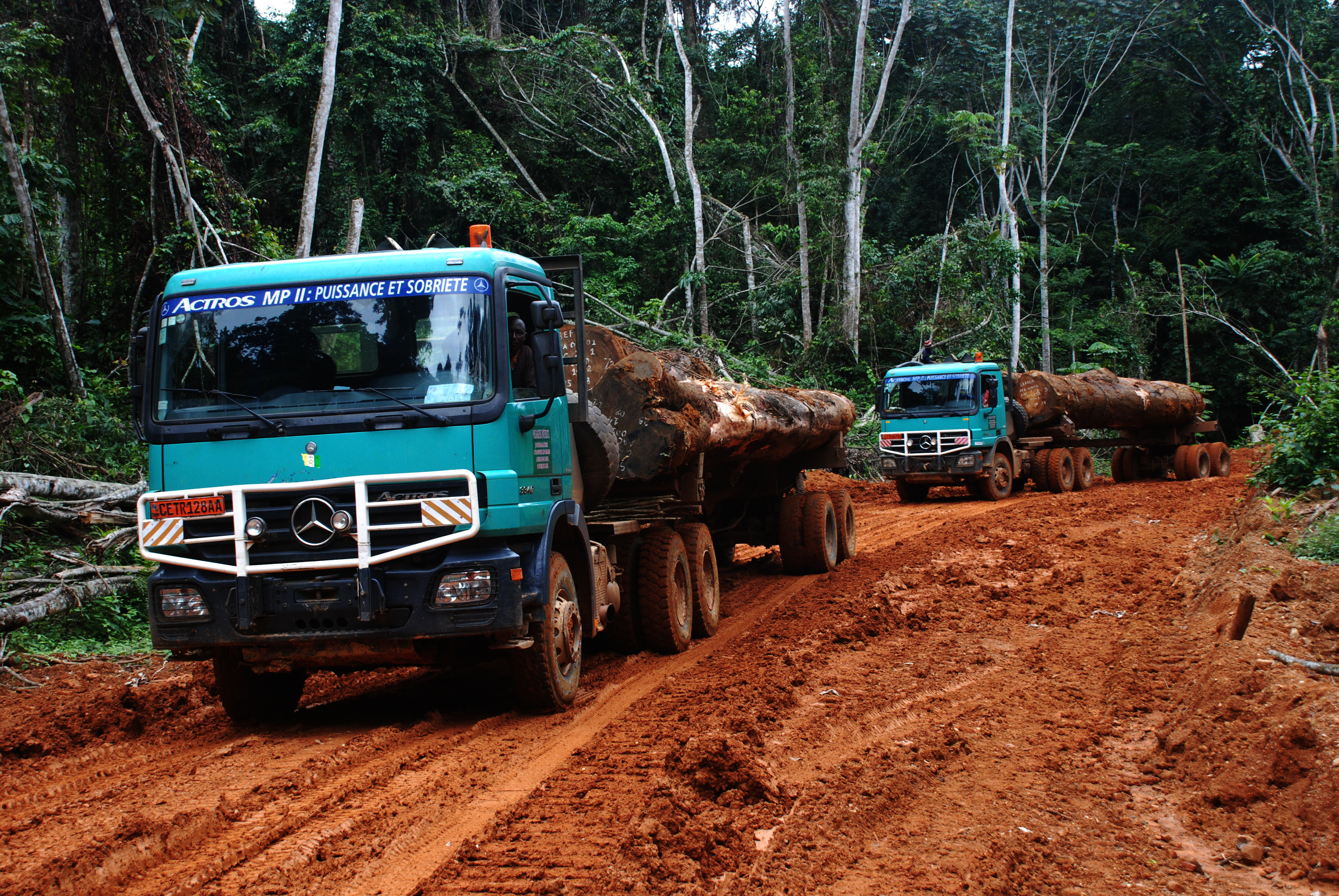
Grumiers sur une route boueuse.

Eséka est devenue une cité cosmopolite, où cohabitent des populations venues de contrées diverses. Son accès est facilité par le chemin de fer et une route bitumée. Des moyens de communication qui font d’elle une ville fréquentée par les touristes, vacanciers et curieux. Ils y trouvent un coin paisible et idoine pour l’évasion. Grâce à ses cybercafés, à l’implantation de câblo-opérateurs, ses agences de transfert de devises et ses réseaux de téléphonie mobile, Eséka fait partie du village planétaire. Les lieux de distraction ne manquent pas. Cabarets, bars dancing et autres gargotes, se retrouvent à tous les coins de rue. Les déplacements à travers la ville, sont facilités par de jeunes gens au moyen de motocyclettes.
En période de pluies, Eséka se transforme en véritable patinoire. L’accès à ses dix-sept quartiers est un parcours du combattant. L’énorme bourbier, les innombrables nids-de-poule et flaques d’eau parsèment les rues Quelques croûtes de bitume, encore perceptibles çà et là, et l’herbe qui pousse à profusion en différents endroits de la ville, trahissent la vétusté de la voirie. Une vaste opération d’hygiène et de salubrité s’avère nécessaire.
Le relief de collines offre au visiteur, assis sur les grands rochers qui surplombent les habitations, une retraite et la possibilité de se dépayser, d’oublier le vacarme des grandes métropoles et le panorama, en plongée, sur une cité qui ne demande qu’à être davantage développée en termes d’infrastructures.
Jean Bikoko y vivait, modeste, sur cette terre du pays Bassa qui vécut les pires heures du nationalisme camerounais. Ville historique, pleine de légendes qui ont souvent inspiré l’artiste.
La gare d'Éséka est située sur la ligne Douala-Yaoundé.

### Accident ferroviaire du21 octobre 2016
Le 21 octobre 2016, un accident ferroviaire s'est produit en gare d'Éséka : le train no 152 devant relier Yaoundé à Douala a déraillé. Au moins 79 personnes ont succombé dans l'accident et plus de 600 ont été blessées.
Le 23 mai 2017, la Camrail, filiale de Bolloré, est déclaré responsable de la catastrophe ferroviaire.

## Personnalités liées à la ville
- Ruben Um Nyobe (1913-1958), figure emblématique de la lutte pour l'indépendance du Cameroun, né à Eog Makon, près de Éséka.
- Théodore Mayi-Matip (1923-2003), homme politique né et mort à Éséka.
- Benjamin Matip (1932-), écrivain né à Éséka.
- Marie-Claire Matip (1938-), première femme africaine à avoir publié un ouvrage, née à Eséka.
- Jean Bikoko (1939-2010), musicien, né à Éséka.
- Jean-Éric Sendé (1967-), homme politique et entraîneur de basket-ball.